# Кади (річка)
Кади́ (рос. Кады) — річка в Кіясовському районі Удмуртії та Агризькому районі Татарстану, Росія, ліва притока Кирикмаса.
Річка починається на південний захід від села Кади-Салья. Протікає на північний схід до села Кадибаш, потім повертає на північний захід до села Дев'ятерня. Далі тече на північний схід і впадає до Кирикмасу нижче села Сосново. Середня течія проходить між стрімкими схилами. В нижній течії є невеликі прибережні лісові масиви. Приймає декілька дрібних приток, серед яких найбільша ліва Ари-Кази.
На річці розташовані села:
- Кіясовський район — Кади-Салья
- Агризький район — Татарстан, Кадибаш, Дев'ятерня

В селах Кадибаш та Дев'ятерня збудовані ставки. В селах Кади-Салья, Кадибаш і Дев'ятерня збудовані автомобільні мости.